# Катон-Карагайський район
Като́н-Карага́йский район (каз. Қатонқарағай ауданы, рос. Катон-Карагайский район) — адміністративна одиниця у складі Східноказахстанської області Казахстану. Адміністративний центр — село Катон-Карагай.

## Населення
Населення — 10316 осіб (2021; 15336 у 2009, 23380 у 1999, 24777 у 1989).

## Історія
Район був утворений 1928 року. 9 січня 1935 року частина району була передана до складу новоутвореного Большенаримського району. 2 січня 1963 року на базі Большенаримського району утворено Большенаримський сільський район, до якого була приєднана територія ліквідованого Катон-Карагайського району. 4 грудня 1970 року Катон-Карагайський район був відновлений, до якого увійшли 7 сільрад: Білівська, Джамбульська, Катон-Карагайська, Маркська, Медведська, Урильська та Черновинська.
23 травня 1997 року Большенаримський район був ліквідований, територія відійшла до складу Катон-Каргайського району, однак центром стало село Большенаримське. 28 грудня 2023 року було прийнято рішення, що з 1 січня 2024 року Катон-карагайський район буде відновлено, а на території колишнього Большенаримського районубуло утворено Улькен-Наринський район.

## Склад
До складу району входять 7 сільських округів:
| Поселення                          | Площа, км² | Населення, осіб (1989) | Населення, осіб (1999) | Населення, осіб (2009) | Населення, осіб (2021) | Центр         | Населені пункти |
| ---------------------------------- | ---------- | ---------------------- | ---------------------- | ---------------------- | ---------------------- | ------------- | --------------- |
| Аккайнарський сільський округ      | -          | 3401                   | 2913                   | 1978                   | 1315                   | Аккайнар      | 4               |
| Аксуський сільський округ          | -          | 2136                   | 2491                   | 1330                   | 724                    | Аксу          | 4               |
| Белкарагайський сільський округ    | -          | 2828                   | 2485                   | 1698                   | 1059                   | Белкарагай    | 4               |
| Жамбильський сільський округ       | -          | 1993                   | 2125                   | 1297                   | 704                    | Жамбил        | 4               |
| Катон-Карагайський сільський округ | -          | 8688                   | 8288                   | 5522                   | 4185                   | Катон-Карагай | 5               |
| Коробіхинський сільський округ     | -          | 1989                   | 1741                   | 1191                   | 758                    | Коробіха      | 3               |
| Урильський сільський округ         | -          | 3742                   | 3337                   | 2320                   | 1571                   | Уриль         | 3               |

## Найбільші населені пункти
Населені пункти з чисельністю населення понад 1000 осіб:
| № | Населений пункт | Населення, осіб (1989) | Населення, осіб (1999) | Населення, осіб (2009) | Населення, осіб (2021) |
| - | --------------- | ---------------------- | ---------------------- | ---------------------- | ---------------------- |
| 1 | Катон-Карагай   | 6364                   | 5900                   | 3869                   | 3096                   |
| 2 | Уриль           | 2256                   | 2008                   | 1334                   | 1017                   |